# Csevice-patak
A Csevice-patak a Mátrában ered, Recsk településtől délnyugatra, Heves vármegyében, mintegy 430 méteres tengerszint feletti magasságban. A patak forrásától kezdve északi irányban halad, majd Recsk délkeleti részénél éri el a Parádi-Tarnát. 
A Csevice-patak mellékvizei a Miklós-patak és a Györke-patak.
A patak halfaunáját a következő halak alkotják: bodorka (Rutilus rutilus), domolykó (Leuciscus cephalus), fenékjáró küllő (Gobio gobio), kövi csík (Barbatula barbatula), küsz (Alburnus alburnus).

## Part menti települések
A patak partján fekvő Recsk településen közel 2700 fő él.